# Les Chroniques de Magon

Les Chroniques de Magon sont une série de bande dessinée française de science-fiction.

## Synopsis
Giss est un chasseur de germes. Il traque les Xieu, immondes rejetons humanoïdes créés par une entité bio-cybernétique qui s'est insinuée partout dans le monde. Lors d'une de ses traques, un Xieu le contacte et lui demande de l'aide. Ce dernier est tué par Asmo, jeune équipier de Giss qui mourait d'envie de tuer son premier germe. La vie des deux hommes bascule car Giss est bientôt poursuivi par une machine infernale qui veut le supprimer...
- Scénario : Nicolas Jarry
- Dessins : Guillaume Lapeyre
- Couleurs : Elsa Brants

## Albums
- Tome 1 : Les Enfants de la Cyberchair (2003)
- Tome 2 : Genèses (2004)
- Tome 3 : L'Antre de la Gorgone (2005)
- Tome 4 : Exil (2006)
- Tome 5 : Les Seigneurs de Kate (2007)
- Tome 6 : Héritage (2008)

La série est prévue en 6 tomes.

## Publication

### Éditeurs
- Delcourt (Collection Neopolis) : Tomes 1 à 5 (première édition des tomes 1 à 5).